# クロジマクイナ
クロジマクイナ（黒縞水鶏、学名：Laterallus fasciatus）は、ツル目クイナ科に分類される鳥類の一種である。別名クロジマコビトクイナとも呼ばれる。本種をムネアカクイナ属（Anurolimnas）に分類する説もある。その場合学名は、Anurolimnas fasciatusとなる。

## 分布
コロンビア東部からペルー東部、ブラジル西部にかけて分布する。

## 形態
体長18-20cm。体の上面はオリーブ色がかった赤褐色で、風切羽は暗い褐色である。頭部から胸にかけては明るい茶褐色で、腹部から下尾筒にかけてはやや赤みを帯びた黄褐色に黒い横縞が入る。虹彩はやや灰色がかった赤色、嘴は灰褐色で、脚は赤色である。

## 生態
熱帯や亜熱帯の森林の中にある湿地に生息する。